# Питкин (округ)
Пи́ткин (англ. Pitkin County) — округ в штате Колорадо, США. Официально образован в 1881 году. По состоянию на 2010 год, численность населения составляла 17 148 человек. Округ назван в честь губернатора штата Фредерика Питкина.

## География
По данным Бюро переписи США, общая площадь округа равняется 2520,073 км2, из которых 2514,893 км2 суша и 6,475 км2 или 0,300 % это водоёмы.

## Население
По данным переписи населения 2000 года в округе проживает 14 872 жителей в составе 6807 домашних хозяйств и 3185 семей. Плотность населения составляет 6,00 человек на км2. На территории округа насчитывается 10 096 жилых строений, при плотности застройки около 4,00-х строений на км2. Расовый состав населения: белые — 94,33 %, афроамериканцы — 0,53 %, коренные американцы (индейцы) — 0,27 %, азиаты — 1,12 %, гавайцы — 0,04 %, представители других рас — 2,37 %, представители двух или более рас — 1,34 %. Испаноязычные составляли 6,54 % населения независимо от расы.
В составе 21,10 % из общего числа домашних хозяйств проживают дети в возрасте до 18 лет, 38,70 % домашних хозяйств представляют собой супружеские пары проживающие вместе, 5,30 % домашних хозяйств представляют собой одиноких женщин без супруга, 53,20 % домашних хозяйств не имеют отношения к семьям, 35,80 % домашних хозяйств состоят из одного человека, 3,50 % домашних хозяйств состоят из престарелых (65 лет и старше), проживающих в одиночестве. Средний размер домашнего хозяйства составляет 2,14 человека, и средний размер семьи 2,77 человека.
Возрастной состав округа: 16,70 % моложе 18 лет, 7,70 % от 18 до 24, 38,30 % от 25 до 44, 30,50 % от 45 до 64 и 30,50 % от 65 и старше. Средний возраст жителя округа 38 лет. На каждые 100 женщин приходится 115,10 мужчин. На каждые 100 женщин старше 18 лет приходится 117,40 мужчин.
Средний доход на домохозяйство в округе составлял 59 375 USD, на семью — 75 048 USD. Среднестатистический заработок мужчины был 40 672 USD против 33 896 USD для женщины. Доход на душу населения составлял 40 811 USD. Около 3,00 % семей и 6,20 % общего населения находились ниже черты бедности, в том числе — 4,40 % молодежи (тех, кому ещё не исполнилось 18 лет) и 5,60 % тех, кому было уже больше 65 лет.